# Gran Premio de Denain 2018
La 60.ª edición del Gran Premio de Denain fue una carrera en Francia que se celebró el 18 de marzo de 2018 sobre un recorrido de 197,9 kilómetros con inicio y final en la ciudad de Denain.
La carrera hizo parte del UCI Europe Tour 2018, dentro de la categoría 1.HC y fue ganada por el corredor belga Kenny Dehaes del equipo WB-Aqua Protect-Veranclassic. El podio lo completaron los ciclistas franceses Hugo Hofstetter del equipo Cofidis y Julien Duval del equipo Ag2r La Mondiale.

## Equipos participantes
Tomaron parte en la carrera 22 equipos de los cuales 3 fueron de categoría UCI WorldTeam, 15 de categoría Profesional Continental y 4 de categoría Continental, quienes conformaron un pelotón de 140 ciclistas de los que terminaron 87. Los equipos participantes fueron:
| WorldTeams (3)- AG2R La Mondiale - BMC Racing Team - Groupama-FDJ Equipos continentales profesionales (15)- Aqua Blue Sport - CCC Sprandi Polkowice - Cofidis, Solutions Crédits - Delko-Marseille Provence-KTM - Direct Énergie - Fortuneo-Samsic - Gazprom-RusVelo - Israel Cycling Academy - Roompot-Nederlandse Loterij - Sport Vlaanderen-Baloise - UnitedHealthcare - Vital Concept - Vérandas Willems-Crelan - Wanty-Groupe Gobert - WB-Aqua Protect-Veranclassic Equipos continentales (4)- Roubaix Lille Métropole - Saint Michel-Auber 93 - Sovac-Natura4Ever - Tarteletto-Isorex |
| |

## Clasificaciones finales
Las clasificaciones finalizaron de la siguiente forma:

### Clasificación general
| \| Clasificación general \| Clasificación general \| Clasificación general \| Clasificación general \| Clasificación general \| \| Ciclista \| Ciclista \| Equipo \| Tiempo \| \| \| --------------------- \| --------------------- \| ---------------------------- \| --------------------- \| --------------------- \| \| 1.º \| Kenny Dehaes \| WB-Aqua Protect-Veranclassic \| 4 h 33 min 37 s \| \| \| 2.º \| Hugo Hofstetter \| Cofidis, Solutions Crédits \| + 2 s \| \| \| 3.º \| Julien Duval \| AG2R La Mondiale \| + 2 s \| \| \| 4.º \| Andrea Pasqualon \| Wanty-Groupe Gobert \| + 2 s \| \| \| 5.º \| Bram Welten \| Fortuneo-Samsic \| + 2 s \| \| \| 6.º \| Coen Vermeltfoort \| Roompot-Nederlandse Loterij \| + 2 s \| \| \| 7.º \| Shane Archbold \| Aqua Blue Sport \| + 2 s \| \| \| 8.º \| Marc Sarreau \| Groupama-FDJ \| + 2 s \| \| \| 9.º \| Jimmy Turgis \| Cofidis, Solutions Crédits \| + 2 s \| \| \| 10.º \| Adrien Petit \| Direct Énergie \| + 2 s \| \| |                   |                              |                 |
| |                   |                              |                 |
| Fuentes: ProCyclingStats Cycling Archives |                   |                              |                 |
| Clasificación general |                   |                              |                 |
| Ciclista | Ciclista          | Equipo                       | Tiempo          |
| 1.º | Kenny Dehaes      | WB-Aqua Protect-Veranclassic | 4 h 33 min 37 s |
| 2.º | Hugo Hofstetter   | Cofidis, Solutions Crédits   | + 2 s           |
| 3.º | Julien Duval      | AG2R La Mondiale             | + 2 s           |
| 4.º | Andrea Pasqualon  | Wanty-Groupe Gobert          | + 2 s           |
| 5.º | Bram Welten       | Fortuneo-Samsic              | + 2 s           |
| 6.º | Coen Vermeltfoort | Roompot-Nederlandse Loterij  | + 2 s           |
| 7.º | Shane Archbold    | Aqua Blue Sport              | + 2 s           |
| 8.º | Marc Sarreau      | Groupama-FDJ                 | + 2 s           |
| 9.º | Jimmy Turgis      | Cofidis, Solutions Crédits   | + 2 s           |
| 10.º | Adrien Petit      | Direct Énergie               | + 2 s           |

## Ciclistas participantes y posiciones finales
Convenciones:
- AB-N: Abandono en la etapa "N"
- FLT-N: Retiro por llegada fuera del límite de tiempo en la etapa "N"
- NTS-N: No tomó la salida para la etapa "N"
- DES-N: Descalificado o expulsado en la etapa "N"

## UCI World Ranking
La Gran Premio de Denain otorga puntos para el UCI Europe Tour 2018 y el UCI World Ranking, este último para corredores de los equipos en las categorías UCI WorldTeam, Profesional Continental y Equipos Continentales. Las siguientes tablan muestran el baremo de puntuación y los 10 corredores que obtuvieron más puntos:
| Posición              | 1.ª | 2.ª | 3.ª | 4.ª | 5.ª | 6.ª | 7.ª | 8.ª | 9.ª | 10.ª | 11.ª | 12.ª | 13.ª | 14.ª | 15.ª | 16.ª-29.ª | 31.ª-40.ª |
| Clasificación general | 200 | 150 | 125 | 100 | 85  | 70  | 60  | 50  | 40  | 35   | 30   | 25   | 20   | 15   | 10   | 5         | 3         |

| 1.º  | Kenny Dehaes      | WB-Aqua Protect-Veranclassic | 200 |
| 2.º  | Hugo Hofstetter   | Cofidis, Solutions Crédits   | 150 |
| 3.º  | Julien Duval      | Ag2r La Mondiale             | 125 |
| 4.º  | Andrea Pasqualon  | Wanty-Groupe Gobert          | 100 |
| 5.º  | Bram Welten       | Fortuneo-Samsic              | 85  |
| 6.º  | Coen Vermeltfoort | Roompot-Nederlandse Loterij  | 70  |
| 7.º  | Shane Archbold    | Aqua Blue Sport              | 60  |
| 8.º  | Marc Sarreau      | Groupama-FDJ                 | 50  |
| 9.º  | Jimmy Turgis      | Cofidis, Solutions Crédits   | 40  |
| 10.º | Adrien Petit      | Direct Énergie               | 35  |